# Psicologia del color

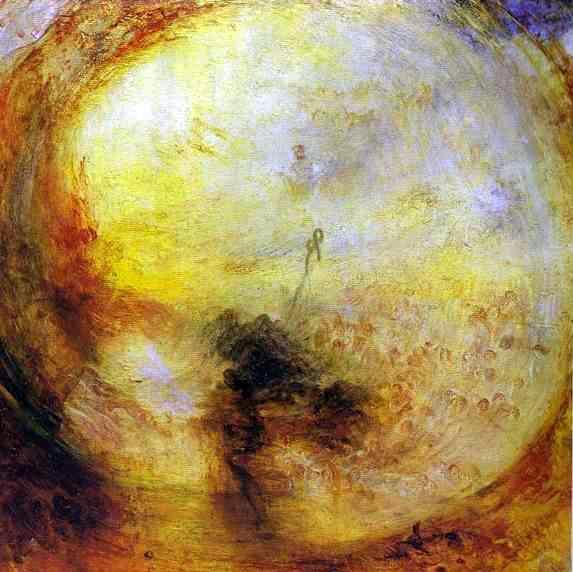
Llum i color, oli de Joseph Mallord William Turner, inspirat en la teoria del color de Goethe.

La psicologia del color és un camp d'estudi centrat en l'anàlisi de l'efecte dels colors en la percepció de la conducta humana. Des del punt de vista mèdic, encara és una ciència "immadura" en el corrent psicològic contemporani, atès que moltes tècniques adscrites a aquest camp poden categoritzar-se dins de l'àmbit de la pseudociencia.
No obstant això, de forma més àmplia, l'estudi de la percepció dels colors és una tendència habitual en disciplines com el disseny, l'arquitectura, la moda, la senyalística, la publicitat i l'art.

## Orígens
La psicologia del color té incidència en la psicologia humana des de temps remots, expressada i sintetitzada simbòlicament. Entre molts exemples, en l'antiga Xina els punts cardinals es representaven pels colors blau, vermell, blanc i negre, utilitzant el groc pel centre (el groc va ser tradicionalment el color de l'imperi xinès).
D'igual forma, els maies de l'Amèrica central relacionaven Est, Sud, Oest i Nord amb els colors vermell, groc, negre i blanc respectivament. A Europa els alquimistes relacionaven els colors amb qualitats dels materials que feien servir, per exemple, vermell per al sofre, blanc per al mercuri i verd per a àcids o dissolvents.

### Precursors
Un dels pioners en l'anàlisi de les propietats dels colors va ser Aristòtil, qui va determinar com a "colors bàsics" els colors de la terra, l'aigua, el cel i el foc (els quatre elements de la naturalesa). Atorga també un paper fonamental a la incidència de la llum, l'ombra i els efectes derivats.
Plinio el Vell també abordà el tema del color en el penúltim dels tres últims llibres, concretament al llibre 35 de la Història Naturalis. Digué que els colors constitueixen un conjunt, que resulten de gran importància i interés gràcies al fet que poden considerar-se el tractat d'història de l'art més antic que ha arribat fins nosaltres.
Al segle xiii, sir Roger Bacon registrà les seves observacions sobre els colors d'un prisma travessat per la llum, atribuint el fenomen a les propietats de la matèria.
Posterior a Bacon, entre els segles XIV i XV, Cennino Cennini escrigué tractat sobre tècniques artístiques més famós, on fa acurades observacions sobre els colors.
Més endavant Leonardo da Vinci classificà com a colors bàsics al groc, verd, blau i vermell d'acord amb aquelles categories d'Aristòtil, agregant al color blanc com a receptor de tots els altres colors i el negre -la foscor- com la seva absència.
A inicis de segle xviii, Isaac Newton plantejà els fonaments de la teoria lumínica del color, que va constituir la base pel desenvolupament científic posterior. Va dur a terme els primers experiments sobre els colors fent passar per un prisma un raig estret de llum. Gràcies a ell sabem que la llum blanca està formada per colors i que cada color en l'espectre està associat amb una longitud d'ona. El descobridor de la llei de la gravetat universal va mostrar com la fragmentació de la llum en un prisma de vidre es descomponia en els següents sis colors: verd, groc, blau celeste, blau violaci, vermell porpra i vermell ataronjat, establint un principi acceptat fins avui en dia: la llum és color.

### Bases de la psicologia del color
El precursor de la psicologia del color va ser el poeta i científic alemany Johann Wolfgang von Goethe (1749-1832), que al seu tractat Teoria del color, s'oposava a la perspectiva estrictament física de Newton i proposava que el color realment depèn de la nostra percepció, procés on queda involucrat el cervell i els mecanismes del sentit de la vista. Segons la teoria de Goethe, el que veiem d'un objecte no depèn únicament de la seva matèria; tampoc de la llum com deia Newton, sinó que incorpora una tercera condició que és la nostra percepció de l'objecte. A partir d'aleshores, el problema principal va esdevenir la subjectivitat implícita d'aquest nou concepte.
Amb tot i amb això, aquesta subjectivitat no radica en els postulats de Goethe, sinó en la base física del concepte de color, que és la percepció subjectiva de les diferents freqüències d'ona de la llum, dins l'espectre visible, incidint sobre la matèria.

## Teoria del color de Goethe
Goethe va intentar deduir lleis sobre l'harmonia del color, incloent aspectes fisiològics del tema, de quina forma ens afecten els colors, i —en general— el fenomen subjectiu de la visió. En aquest àmbit, va analitzar, per exemple els, efectes de les post-visions, i la seva conseqüència en el concepte dels colors complementaris, deduint que la complementarietat és una sensació que com a tal, no parteix de bases físiques relatives a la incidència lumínica sobre un objecte, sinó del funcionament del nostre sistema visual.
Johann Eckermann referencià una cita dels últims anys de Goethe que mostra la importància que aquest atorgava a la qüestió:
"De tot el que he fet com a poeta, no obtinc cap vanitat. He estat a contemporanis bons poetes, han viscut encara millors abans que jo i viuran uns altres després. Però haver estat en el meu segle l'únic que ha vist clar en aquesta ciència difícil dels colors, d'això em vanaglorio, i sóc conscient de ser superior a molts savis".
Farbenleherer va ser àmpliament combatut i desacreditat per la comunitat científica de l'època, sobretot pel seu atac a l'òptica de Newton en referència a la creació o origen del color mitjançant la refracció d'un raig de llum blanca incident sobre un prisma. Des del punt de vista de la teoria òptica, algunes de les observacions de Goethe han demostrat no estar tan errades, però durant un llarg període va predominar el descrèdit sobre el que es va considerar un off-topic del famós poeta.
Tal com relata Johannes Pawlik (1923-2020) en la seva teoria del color, la polèmica de Goethe contra Newton pots semblar-nos absurda, injusta, i incoherent, ja que l'efecte estètic del color no pot contraposar-se al coneixement des del punt de vista de les ciències naturals.Mentre Newton veu la llum blanca composta de diferents colors, Goethe veu el color com a resultant de la interacció de la llum i la foscor, defensa que per la producció del color cal llum i tenebra, clar i fosc. El punt de partida de Goethe és que la llum del sol és incolor, però quan el cel està ennuvolat, els raigs de sol es veuen grocs, i quan més fosc està el cel veiem el blau. Amb un dels seus molts experiments va tractar de demostrar que la llum és homogènia i que només es creava el color quan s'enfosquia l'escena.
Esmentà Deane B. Judd que hi ha tres raons que ens poden portar, a hores d'ara, a realitzar una lectura de la teoria del color que proposava Goethe:
- Per la bellesa i amplitud de les seves conjectures que relacionen el color amb la filosofia, que si bé en molts casos representen únicament fantasies que s'han d'avaluar sota el focus del coneixement del segle xix, en uns altres obliguen al lector a prendre consciència de l'harmonia, l'estètica i la importància i significat de l'art.
- Com a guia per a l'estudi del fenomen cromàtic, ja que a Farbenleherer el mestre de la prosa descriu amb claredat i abundants detalls la producció del color a través de tots els mitjans a l'abast d'aquella època, incloent l'equipament necessari, com fer-lo servir i anticipant els resultats obtinguts. Goethe era un apassionat de l'observació acurada, característica possiblement inesperada d'un director teatral i autor de ficció de renom.
- Com a preparació per a una visió lliure de prejudicis en l'àmbit de la recerca de noves solucions a l'enigma del color. Aquell qui llegeixi les explicacions de Goethe i les compari amb la lògica del coneixement actual sobre el tema, es podrà convèncer que com a mínim una fracció de les seves teories van ser desacreditades massa d'hora.

Ludwig Wittgenstein s'encarregaria més tard de revisar les teories de Goethe a la seva obra Observacions sobre els colors.
Una menció de l'Enciclopedia Británicapermet possiblement arrodonir el context del problema
| « | Artistes i dissenyadors han estudiat els efectes del color durant segles, i han desenvolupat una multitud de teories sobre l'ús del color. El nombre i la varietat d'aquestes teories demostra que no es poden aplicar regles universals: la percepció del color depèn de l'experiència individual. | » |

## Teoria dels colors d'Eva Heller (a partir de l'estudi de Goethe)
Eva Heller (1948-2008) va ser sociòloga, psicòloga i professora de teoria de la comunicació i psicologia dels colors. Entre les seves obres destaquen diverses publicacions per a nens: La veritable història dels colors (2006), i novel·les com A la tercera va la vençuda (1990). I també, autora de La Psicologia dels colors (2004), fa un pas més enllà amb la psicologia del color i mostra amb els resultats del seu extens estudi com els colors no s'interpreten ni combinen de manera accidental. En el seu llibre carrega contra la teoria dels colors de Goethe, analitzant la importància del color en el seu context cultural més enllà de la naturalesa i reacció del color en si. Pel que fa a la tesi de Goethe, que afirmava categòricament que els colors neixen del gris, Heller la qüestiona argumentant que el problema de Goethe era que no distingia entre la "barreja additiva" i la "barreja subtractiva" dels colors.
Segons els estudis de Heller, la relació dels colors sobre els sentiments i la raó demostra com ambdós no es combinen de forma accidental, atès que les seves associacions no són mera qüestió de gust, sinó experiències universals profundament enllaçades amb el nostre llenguatge i el nostre pensament. L'autora proporciona una gran quantitat i varietat d'informació sobre els colors, com dites i coneixement popular, el seu ús en el disseny de productes, els diferents ‘test’ basats en colors, la curació mitjançant aquests, la manipulació de les persones, els noms i cognoms relacionats amb colors, etc. Fins i tot desmenteix moltes llegendes, com que els esquimals distingeixen desenes de blancs quan de fet el que distingeixen són molts tipus de neu.T ambé ens descobreix dades i fets concrets com ara, que el dol en l'Àsia és blanc i que fins a l'any a 1950 no es va generalitzar el vestit de núvia blanc sinó que era molt habitual casar-se de negre. Eva Heller ens apropa als colors i ens deixa clar que l'efecte del color està determinat per la percepció individual subjectiva i sobretot pel seu context. Per tant, un mateix color, com ara el groc, potser molt contradictori, pot indicar optimisme si està associat a l'alegria del sol, o bé perill, en cas que l'individu es trobi davant d'una platja amb mala mar.
Aquesta diversitat passa a ser una eina fonamental per a totes aquelles persones que treballen amb colors: artistes, terapeutes, dissenyadors gràfics i industrials, dissenyadors d'interiors, arquitectes, dissenyadors de moda i publicistes entre d'altres. No són els mètodes ni les possibilitats curatives dels mitjans emprats el que ens interessa, fins i tot tenint en compte les ‘teràpies’ amb colors, sabent que aquests poden compensar les manques que es pateixen a partir del seu ús.
Les teràpies amb color no tenen efectes secundaris, però tenen poden no produir cap resultat ni cap efecte, i com més ‘màgics’ siguin el seus suposats efectes, més probable és la seva ineficàcia. Subjectivament el ‘color’ ha de permetre, no sols a través del seu simbolisme, fer comprendre, entendre o comunicar millor dins del marc artificial o reduir temor, tant d'allò no artificial com d'allò artificial. Especialment perquè no només moltes persones sinó també ‘artistes’ troben difícil la tasca d'expressar ‘sentiments’ a les seves obres mitjançant el llenguatge del ‘color’, on la ‘distracció’ no té cap efecte durador.
Així com un ‘color’ o una ‘barreja de color’ preferida, que tan sols és un criteri, no poden estar associades a la idea de ‘bellesa’ perquè aquest concepte de ‘preferit’ és subjectiu.
El color és una eina de comunicació útil en aspectes funcionals com, per exemple, l'estètica, i la ‘bellesa’ és un ideal cultural, l'eina de la qual pot ser l'estètica. Qui tria un color amb la ‘bellesa’ al cap no pensa necessàriament llavors en el ‘color’.

## Colors psicològics
Aquesta interpretació psicològica a partir dels estudis de Heller no ens explica només que l'acte de pintar en general afavoreix la concentració; ja que qui pinta ha d'endreçar les seves idees sobre el que pinta, distingint allò que és essencial d'allò superflu, sinó que abans s'ha de conèixer (per exemple: si volem pintar fent servir l'efecte d'un 'color' es comprèn que partim d'un 'coneixement' previ). Normalment qui es proposa usar els 'colors' de manera creativa, la majoria de les vegades combina les qualitats d'un color amb 'coses' que posseeixen aquestes mateixes qualitats. Mentre en un disseny creatiu el 'color' és superflu, atès que ha de prevaler la funcionalitat o quan es repeteix com a concepte presentant-se en diferents solucions, no és l'abundància de 'tons' diferents el que fa el crear l'obra sinó la limitació a uns pocs colors.

### Regles
Ideal cromàtic:
"Art (en el seu ús 'cromàtic') es defineix com l'ús
i la combinació psicològica dels colors amb efecte contrari,
contradictori i de forma molt cridanera" (Eva Heller)
"Art és educar a l'humà esdevenir aquest millor, d'igual manera que per a millorar el seu gust en superar la dificultat social del rang sense contrarietat cap a l'harmonia per la jerarquia." (Goethe)
Per a l'ús i comprensió d'aquesta 'paleta de color' s'ha de seguir un patró comú d'estudi entre les 'cultures' que usen color:
1/ S'han d'investigar els 'colors' associats segons 'conceptes afins'.
2/ El 'color', a l'hora de fer-se servir ha de semblar quotidià i ser reconegut sense confusió possible.
3/ S'ha d'entendre que a la diversitat 'cultural' es presenten diverses maneres d'interpretar el color.
4/ S'ha de conèixer i entendre la influència heretada de la tecnologia i la finalitat en el seu ús durant el moment històric que es tracta.
5/ Allò inesperat i inusual causa sempre una impressió desagradable si s'interpreta com una cosa impròpia.
6/ Es desperten sentits negatius quan el seu ús no és funcional.
7/ És necessari acolorir amb un 'ordre' que produeixi almenys impressió de 'harmonia' a la creació.
8/ Distingir allò essencial d'allò superflu.
9/ Amb la presència de l'efecte d'un color es comprèn que partim d'un coneixement previ d'aquest.

## La psicologia del color en la publicitat i el cinema

### ELS COLORS EN LA PUBLICITAT
La psicologia del color i la idea proposada per Eva Heller que els humans mai utilitzem els colors de forma arbitrària (Els utilitzem tenint en compte allò que ens suggereixen i els sentiments que ens provoquen), s'apliquen constantment en el món de la publicitat per fer arribar al consumidor un missatge sobre la marca que es pretén vendre. L'ús dels colors és important per cridar l'atenció, per explicar les característiques d'una marca sense necessitat de posar-hi paraules, per transmetre sentiments...
Exemples:
VERMELL

Logotip de la marca Levi's

- Logotip de la marca Levi'sLevi's: Utilitza el color vermell, en primer lloc, per cridar l'atenció. El logotip de Levi's és l'etiqueta que porten els pantalons, si els veus de lluny i t'agraden només veient el color vermell de l'etiqueta i la forma que realitza aquest color, encara que no puguis llegir el nom de la marca, saps que es tracta d'uns pantalons Levi's.

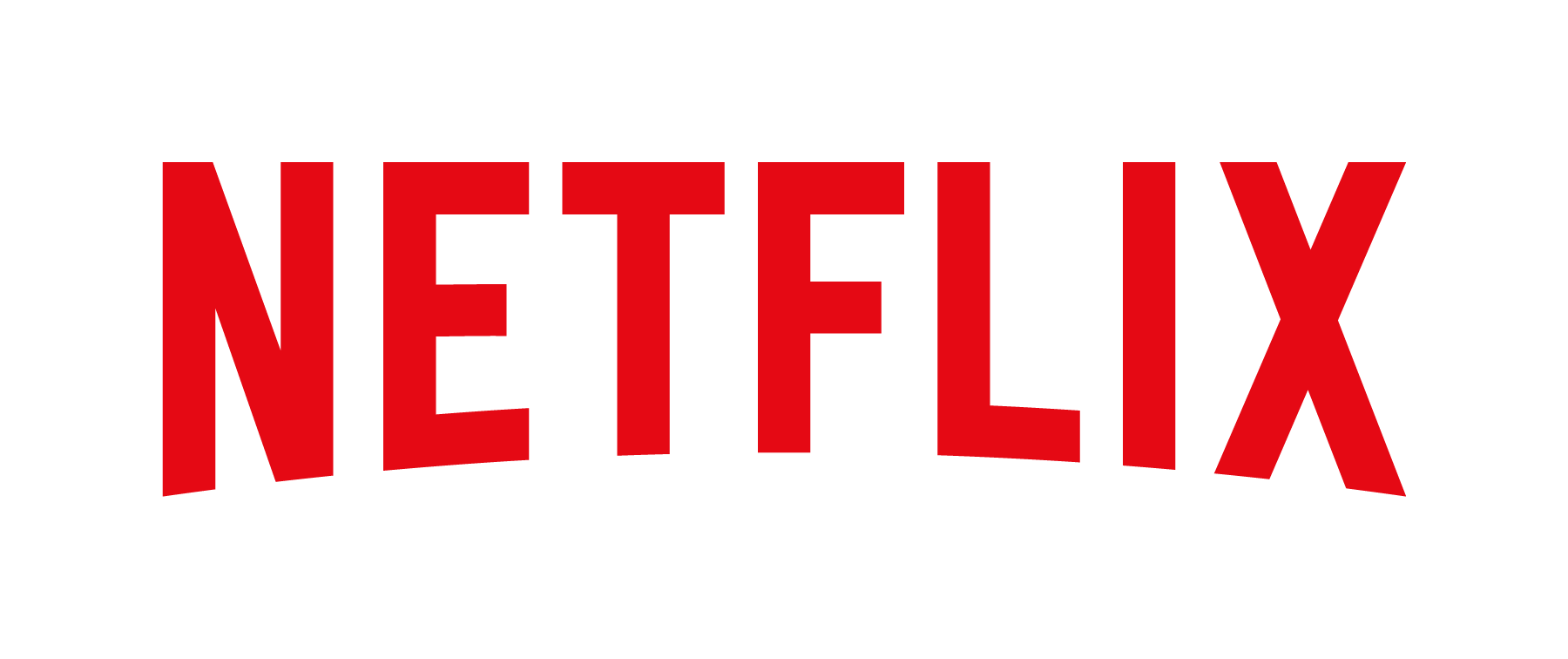
Logotip de Netflix

- Logotip de NetflixNetflix: Per començar el color vermell en el cas de Netflix també busca cridar l'atenció. Cada cop hi ha més plataformes de continguts audiovisuals i quan les tens totes al davant i has de triar el color vermell atreu ràpidament la mirada del consumidor. Per una altra banda, el vermell s'associa als sentiments molt intensos i passionals, i sobretot a dos sentiments en concret que poden ser oposats: L'amor i l'odi. Podem relacionar l'ús del vermell d'aquest logotip amb la idea de suggerir al consumidor que en aquesta plataforma trobarà continguts de tota mena, molt diferents entre si i que ben segur que li faran viure i sentir gran quantitat d'emocions. Que al final és el que es busca a l'hora de consumir ficció.

TARONJA

Logotip d'Amazon

- Logotip d'AmazonAmazon: El taronja s’utilitza sovint per les compres immediates, fa que l'usuari tingui més ganes de consumir i de gastar-se els diners, fins i tot quan és quelcom que no necessita o no és útil. Tot i que sovint veiem el logo d'Amazon en color blau alguns cops arribem a veure’l de color taronja per accentuar precisament així les compres compulsives i immediates.

Logotip de Nickelodeon

- Logotip de NickelodeonNickelodeon: El color taronja és un color que també s’associa sovint amb la joventut i la infància. Aquest color transmet energia i és considerat un color viu que crida a l'acció (com hem vist en el cas anterior) així com també a la diversió. En el cas de Nickelodeon veiem l'ús del taronja per fer referència al públic al qual es dirigeix, és un canal infantil.

GROC

Logotip Post-It

- Logotip Post-ItPost-it: El color groc s'associa amb la felicitat, la diversió i la creativitat entre altres coses. Per això no és estrany que Post-it l'hagi triat per representar la seva marca. El missatge que es busca transmetre és que Post-it posarà llum en les oficines que es conceben com un espai fosc on es passen moltes hores treballant. En canvi, utilitzant Post-it t'ho passaràs bé treballant i a part, apareixerà tota la teva creativitat i imaginació i tindràs idees brillants.

- Snapchat: Aquesta xarxa social usa el color groc per transmetre el missatge que és una aplicació per passar-ho bé, amb la qual et pots divertir molt amb els teus amics i a part, és l'única xarxa social amb aquest color i, per tant, es diferencia de les altres.

VERD

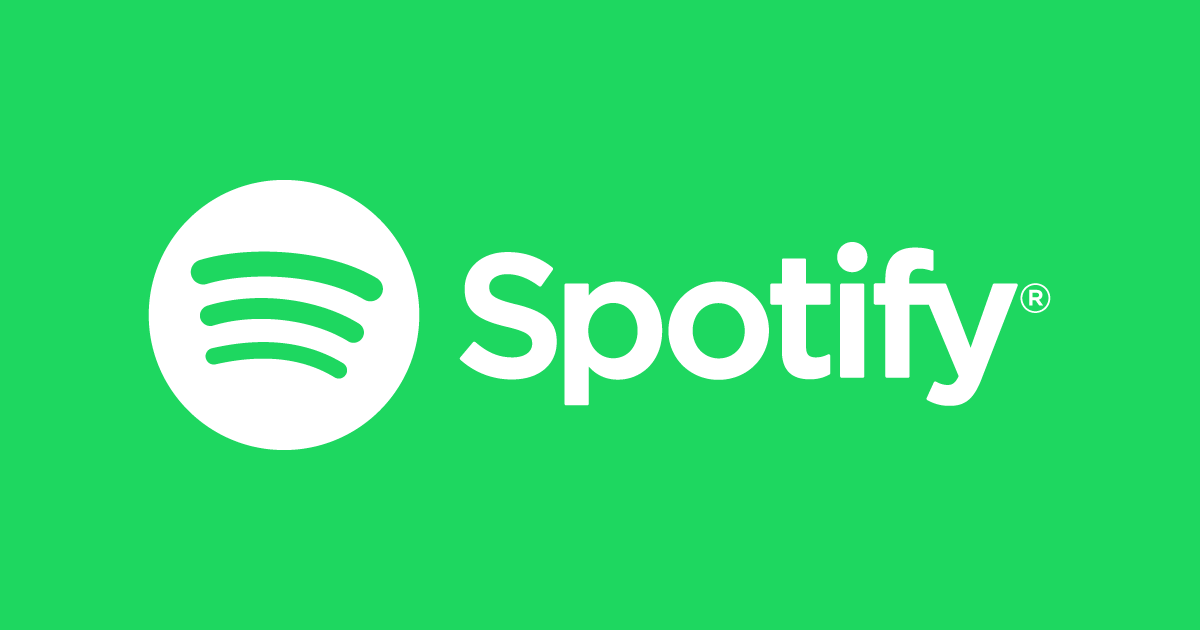
Logotip Spotify

- Logotip SpotifySpotify: El verd és un color associat al benestar i al positivisme. Normalment, quan volem indicar que quelcom és positiu o que està bé o associem al color verd. En aquest cas Spotify usa aquest color pel seu logo per tal de relacionar sentir música amb posar-se de bon humor i d'aquesta manera indirecta dona a entendre als seus usuaris que si escolten música amb la seva plataforma seran positius i alegres. Spotify combina el verd amb el negre o el blanc, depenent si vol donar elegància o ressaltar el logo de la marca.

Logotip Mercadona

- Logotip MercadonaMERCADONA: El verd també és un color que associem amb la terra, amb la natura, les plantes i els paisatges. Tot allò relacionat amb la flora i amb els productes naturals. Mercadona usa el verd en el seu logo per tal de fer entendre als compradors que els productes que ofereix són naturals, sense productes químics, de localitats properes i cultivats a la terra. Per molt que sovint no sigui així, i comptin amb menjars preparats o ultraprocessats, els usuaris senten que estan fent una compra sana.

BLAU

Logotip VISA

- Logotip VISAVISA: El color blau s’associa entre altres coses, a la fiabilitat, la confiança, la fidelitat o la seguretat. És per això que VISA tria aquest color, per fer entendre als seus clients que amb ells les seves finances estan segures i que se les poden confiar.

Logotip NASA

- Logotip NASANASA: Pel que fa a aquesta agència governamental encarregada del programa espacial i la investigació i exploració de l'espai als Estats Units, el color blau té més a veure amb allò que culturalment associem amb aquest color i no tant amb els sentiments que ens transmet. El color blau el relacionem amb el cel, l'espai, el planeta terra… Per això s'utilitza per representar aquests elements.

VIOLETA

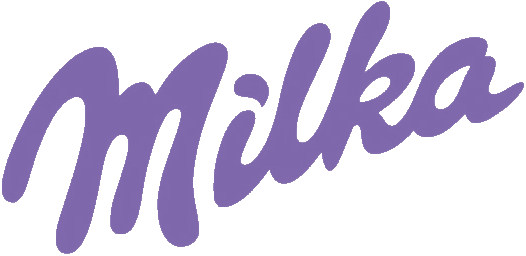
Logotip Milka

- Logotip MilkaMilka: El color Violeta s'associa a tot allò màgic i inèdit. Milka és una marca de xocolata que podria utilitzar els colors típics per representar-se, però en lloc d'això utilitza el lila. D'aquesta manera li dona un toc únic a la marca i associa el gust d'aquesta xocolata amb tastar pura màgia. A més el violeta sovint s'associa amb el luxe i la mateixa reialesa, per tant, consumir la xocolata Milka és un luxe.

Logotip Yahoo!

- Logotip Yahoo!Yahoo!: Com ja s'ha mencionat a l'exemple proposat anterior el violeta és un color que també s'associa al luxe i a la riquesa. Yahoo dona a entendre usant aquest color que si utilitzes la seva plataforma per recercar informació seràs ric en coneixement atès que les seves respostes són les òptimes.

ROSA

Logotip Cosmopolitan

- Logotip CosmopolitanCosmopolitan: El color rosa representa moltes coses, entre elles la bellesa, la sofisticació i la moda. A part d'això, és un to brillant i cridaner que atrau als lectors a agafar aquesta revista. El rosa també està associat a la curiositat, un dels factors que et porta a voler llegir una revista. A part, socialment encara perdura l'estereotip que el rosa representa la feminitat i Cosmopolitan és una revista pensada per les dones (Tot això des d'una concepció sexista que encara perdura en la societat actual).

Logotip Barbie

- Logotip BarbieBarbie: En aquest cas, el rosa també busca l'elegància i la sofisticació (Conceptes afavorits amb la tipografia utilitzada). Per una altra banda, tornem un altre cop a la idea estereotipada i sexista que tant el rosa com les nines són per les nenes i ressalta la feminitat de la Barbie. Actualment, el color rosa s'ha convertit en una icona d'aquesta nina i fins i tot la marca té la seva pròpia tonalitat de rosa anomenada "Barbie Pink".

MARRÓ

Logotip Nespresso

- Logotip NespressoNespresso: El marró se sol associar amb la llar, amb tot allò quotidià que forma part de la nostra rutina i que s'estableix com el nostre lloc segur, on ens sentim protegits i en calma. D'aquesta manera Nespresso usant aquest color dona a entendre que prendre's un cafè és un acte de tranquil·litat on et sents segur i com a casa. A més no hem d'oblidar que els grans de cafè, la matèria primera, és de color marró, d'aquesta manera també fan saber que la seva marca és natural i amb un tast exquisit sense productes químics ni alteracions de la matèria primera.

NEGRE

Logotip Mango

- Logotip MangoMango: El color negre sovint s’associa amb conceptes com l'elegància i l'exclusivitat. Utilitzant aquest color en el seu logo Mango ens està dient que en la seva botiga podem trobar roba elegant i exclusiva a preus baixos.

Logotip The New York Times

- Logotip The New York TimesThe New York Times: En aquest cas el negre representa el poder, l'elegància, el misteri i la seguretat. També busca mostrar el seu caràcter seriós i rigorós, per tant, el seu compromís amb el periodisme i la idea que són una font d'informació de qualitat.

BLANC

Logotip Apple

- Logotip AppleApple: El blanc s'associa amb la calma absoluta, l'elegància i la pau. A més és un color que ens crida bastant atès que tot i no ser estrident d'alguna manera ens transmet pau interior. Apple utilitza aquest color precisament per tots aquests motius. Cal destacar que aquest marca sovint també mostra la seva coneguda icona en altres colors, com ara el negre. Tot depèn del missatge exacte que vulgui transmetre i el públic al qual sigui dirigit el producte publicitat.
- Halls: El blanc també se sol associar amb la puresa, la netedat i la higiene. Tot allò blanc en la nostra ment està net. Halls d'aquesta manera dona a entendre que amb el seu producte la teva boca estarà neta i tindràs bon alè. A més com que a la seva icona combina el blanc amb el blau (cal destacar que el blanc sempre s'ha de combinar amb un altre color per tenir un sentit complet) d'aquesta manera dona èmfasis la idea de frescor i netedat que provoquen aquests caramels a la boca.

### ELS COLORS EN EL CINEMA
Cal destacar que aquest document analitzant la psicologia del color està totalment enfocat a la cultura occidental. És clar que aquests mateixos colors poden representar missatges molt diferents en cultures diferents. Per exemple la nostra cultura dista molt de l'oriental. Aquí el blanc és puresa i l'associem a moments especials i macos de la nostra vida, com ara la comunió o el matrimoni on ens vestim d'aquest color. El negre l'associem a coses més dolentes, l'usem per exemple en funerals. A la cultura oriental passa tot al contrari, el negre es fa servir en les bodes i el blanc en els funerals. És curiós com la situació sociocultural en la qual neixes influenciarà molt la visió que tens sobre casa color i els sentiments i emocions que et transmeten cada un d'ells.
Hem vist la psicologia del color aplicada a la publicitat perquè és una manera de veure molt ràpidament i de forma clara la teoria. Tanmateix, la psicologia del color s'aplica a molts més àmbits, des de la moda fins al cinema. Els colors que s’usen per fer una pel·lícula són crucials atès que transmeten unes emocions molt específiques al públic. Alguns exemples són la pel·lícula de Her, on els colors terrosos i més aviat càlids ajuden a empatitzar amb el personatge i entendre la dificultat d'adaptació que està patint durant la pel·lícula. Un exemple totalment contrari és el cas de la pel·lícula El Renacido on els colors freds són els predominants, d'aquesta manera aquesta sensació de fred arriba al públic i aquest entén lo dur que està sent pel protagonista travessar aquest llarg i fred hivern que es veu a la pel·lícula. El vermell s'utilitza en pel·lícules de Tarantino com un símbol de violència, sang i lluita. En canvi, a la pel·lícula American Beauty el vermell simbolitza passió, sexe, desig i amor.
En definitiva entendre la psicologia del color és essencial i aquesta es pot aplicar en moltíssims àmbits de la vida personal i de la vida professional.